# Inga suberosa
Inga suberosa é uma espécie vegetal da família Fabaceae.
Apenas pode ser encontrada no Brasil.